# Taiji-2
Taiji-2 est un observatoire spatial chinois qui doit observer les ondes gravitationnelles et devrait devenir opérationnel vers 2030. Il est constitué d'une constellation de trois satellites circulant en formation sur une orbite héliocentrique à 60 millions de kilomètres du Soleil en maintenant entre eux une distance de 3 millions de kilomètres. L'objectif de l'observatoire est de faire avancer nos connaissances dans le domaine de l'espace-temps et de la gravité. Cette mission fait partie d'une série de cinq missions (les quatre autres sont eXTP, Earth Two, DSL et SPO) annoncées en 2023 par l'Académie chinoise des sciences. Les missions sélectionnées faisaient partie à l'origine des propositions reçues en réponse à l'appel d'offres lancé par l'Académie dans le cadre de son troisième programme prioritaire stratégique. 